# 文明路 (广州市)
文明路位于中华人民共和国广州市越秀区，是一条呈东西走向的道路。
1966年文化大革命期間，文明路被當局改名為“延安二路”，至1982年復名。

## 歷史

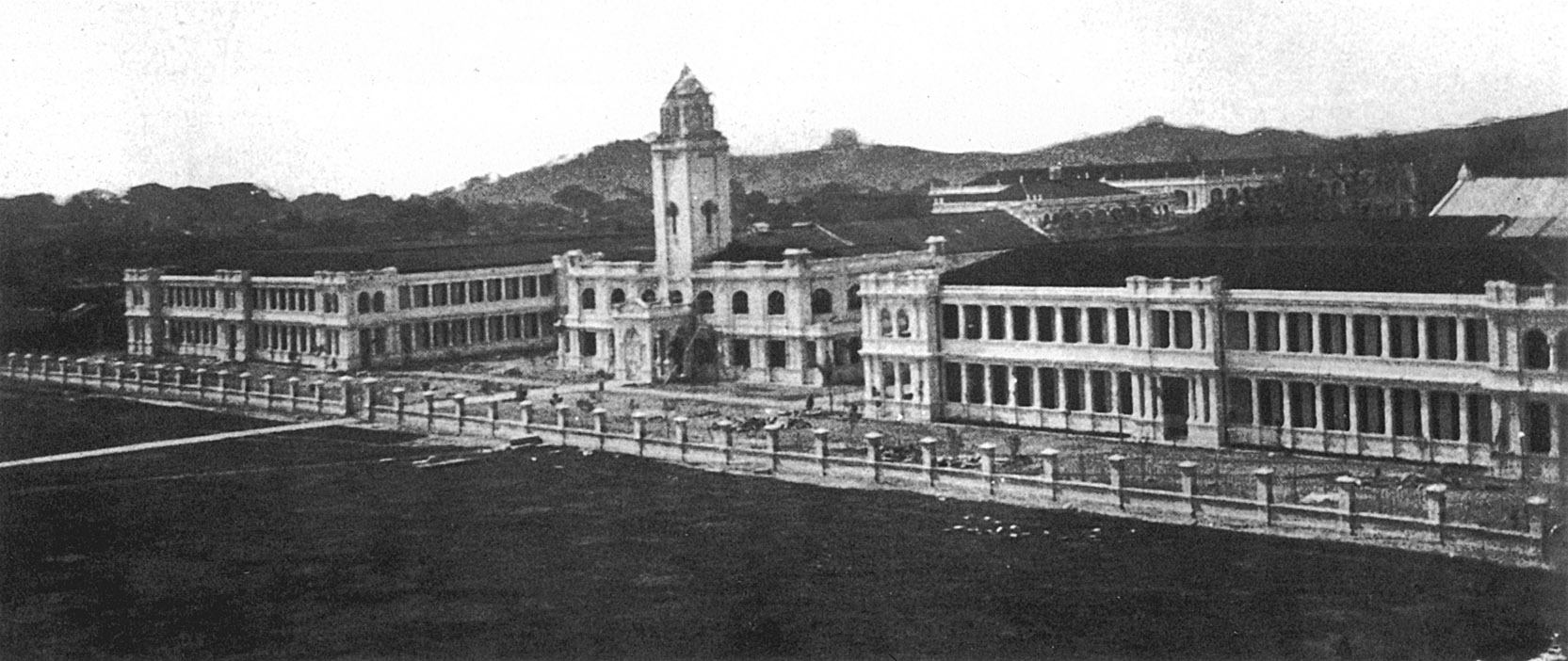
在贡院旧址上建成的廣東大學原貌，包括有操场、大钟楼、西堂和东堂。

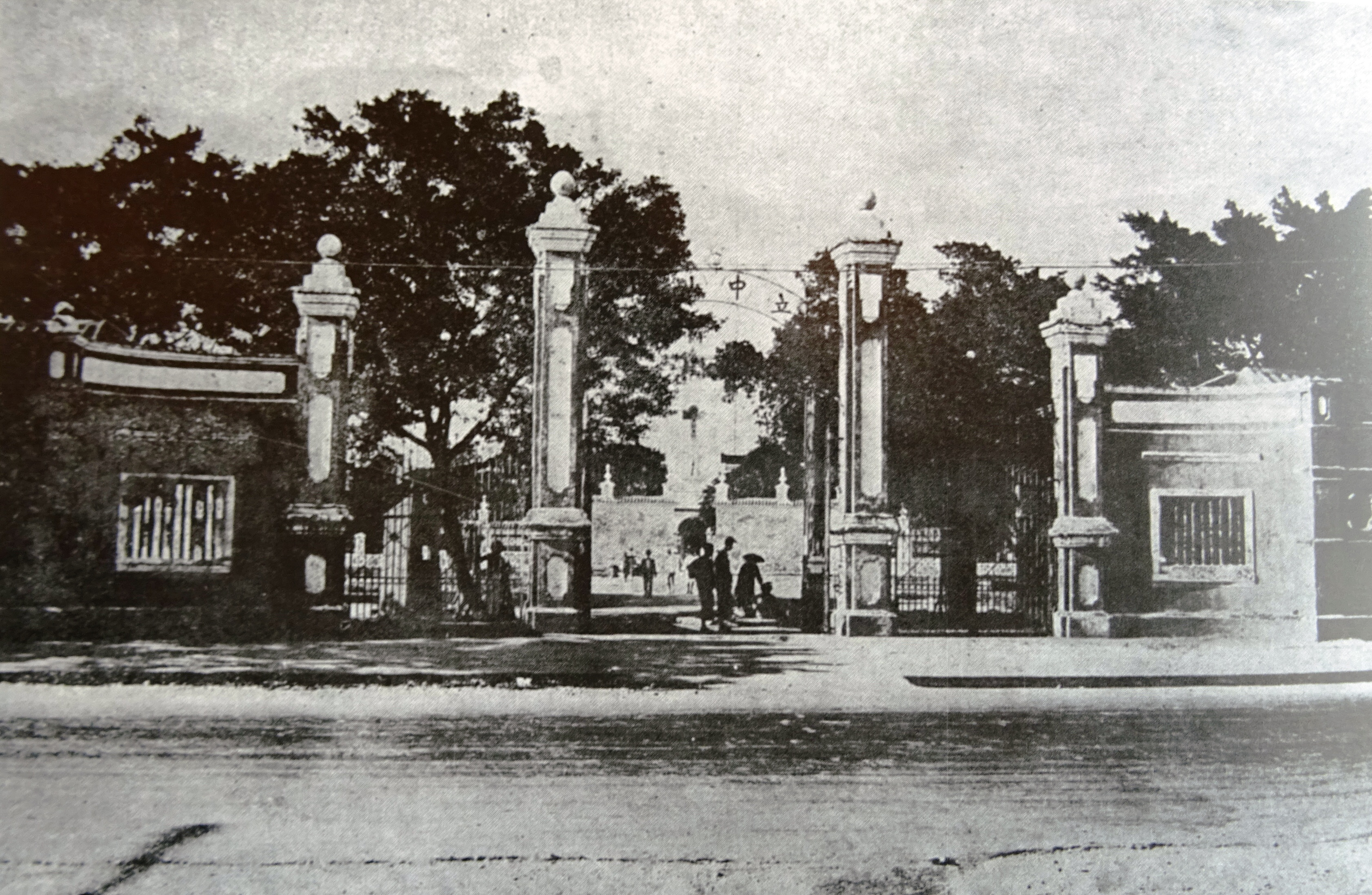
廣州文明路上的中大校門，現省立中山圖書館。

### 廣東大學
1912年建立廣東高等師範學校於文明路廣東貢院舊址，後併入另3間院校拓展為廣東大學，即後來的中山大學。

## 糖水街
文明路上有多間甜品店（俗稱糖水舖），是舊区中著名的「糖水街」。

## 建筑物
沿路有原廣州市中央消防總所（消防总署）、广东省立中山图书馆、中國國民黨第一次全國代表大會舊址（鲁迅纪念馆）、广东贡院明远楼与中山大学天文台旧址、越南青年革命同志会旧址。

## 与之交汇道路
- 顺序由西往东排列
- 大南路、北京路
- 文德路
- 德政中路
- 越秀中路、越秀南路、东华西路

## 公共交通
- 广州地铁6号线北京路站

均在鄰近文明路位置設有出口。